# 潭布镇
潭㘵镇，是中华人民共和国广东省肇庆市广宁县下辖的一个乡镇级行政单位。

## 行政区划
潭㘵镇下辖以下地区：
潭布社区、坑头村、水寨村、社岗村、中华村、拆石村、贝垌村、古楼村、带下村、严垌村、井屈村、前垌村、塘下村和古灶村。